# Chivas Regal

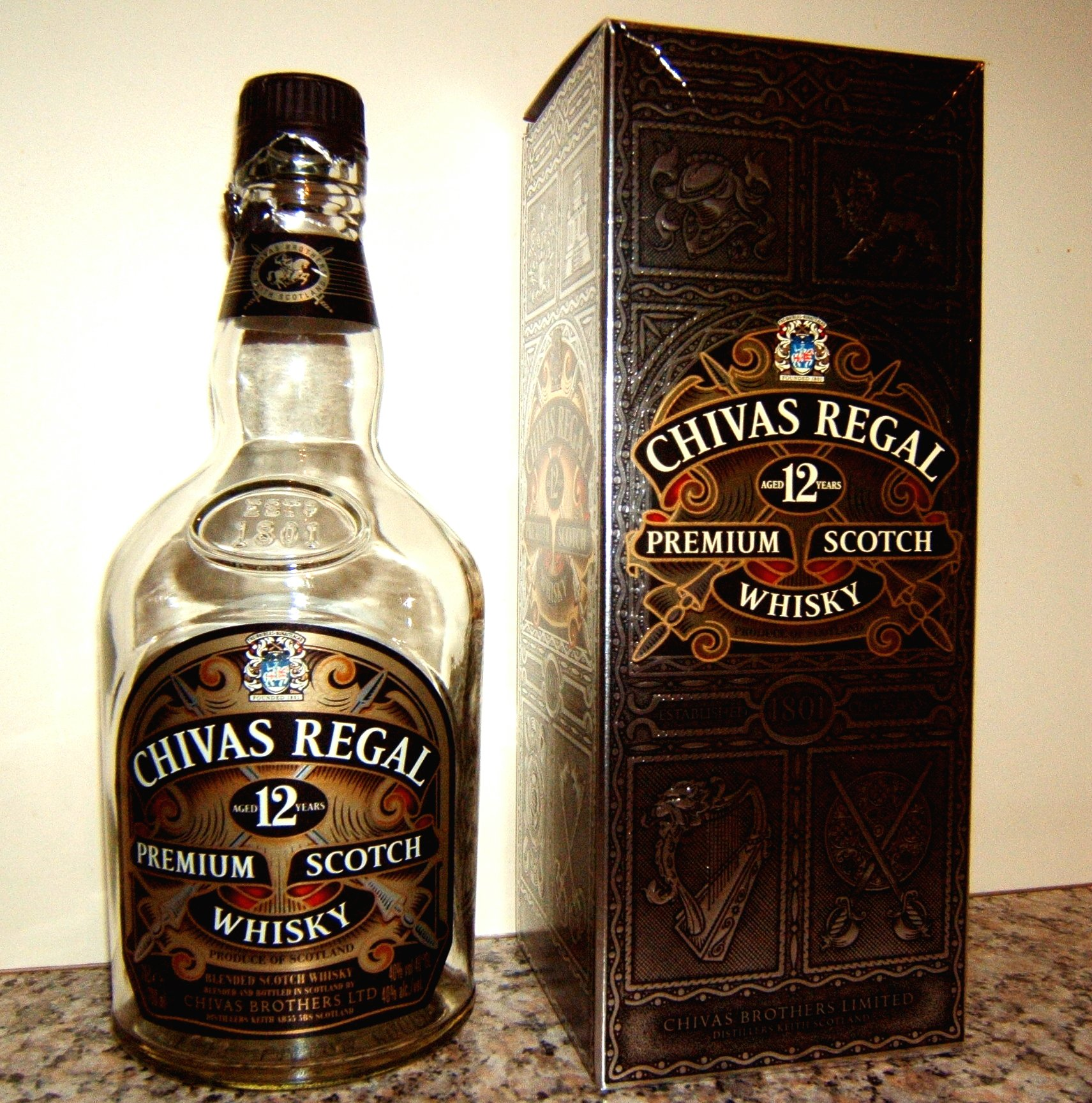
Chivas Regal.

Chivas Regal är en skotsk blended whisky producerad av Chivas Brothers, som ägs av Pernod Ricard. Whiskyn har en historia tillbaka till 1850-talet, och började säljas under sitt nuvarande namn i början av 1900-talet. Chivas Regals hemmadestilleri är Strathisla distillery i Keith i kommunen Moray i Speyside, som grundades 1786 och därmed är det äldsta destilleriet i drift i Skotska högländerna.

## Historik
Företaget Chivas Brothers räknar sin historia tillbaka till en lyxinriktad mataffär i Aberdeen som öppnade 1801. 1843 blev Chivas Brothers hovleverantör till drottning Viktoria. På 1850-talet lät James Chivas börja blanda en egen whisky för Chivas Brothers, i syfte att få fram en mjukare whisky till sina kunder. Den första blenden kallades Royal Glen Dee, och följdes på 1860-talet av en annan blend kallad Royal Strathythan.
I början av 1900-talet skapade Chivas Brothers en whisky med längre lagringstid för export till USA, där det vid denna tid fanns efterfrågan på lyxprodukter. Denna whisky döptes till Chivas Regal. Chivas Regal 25 Year Old lanserades 1909, och nådde framgång på den amerikanska marknaden tills förbudstiden började 1920.
Chivas Brothers och Chivas Regal köptes 1949 av Seagrams. 1950 köpte Chivas Brothers Strathisla distillery, som producerar Strathisla Single Malt som används i blenden till Chivas Regal.
Chivas Regal återintroducerades i USA som Chivas Regal 12 Year Old efter andra världskriget. Från 1997 har produktlinjen utökats med äldre whiskies: först med Chivas Regal 18 Year Old, och 2007 med Chivas Regal 25 Year Old.
I december 2000 lade Pernod Ricard och Diageo ett gemensamt bud på Seagrams sprit- och vinverksamhet, och Chivas Regal var ett av de varumärken som hamnade i Pernod Ricards ägo.

## Chivas Regals produktlinje
- Chivas Regal Extra: ett nyare tillskott utan åldersangivelse. Har en högre andel sherryfat och är prissatt mellan de 12- och 18-åriga varianterna.
- Chivas Regal 12 Year Old
- The Chivas Brothers' Blend: lanserad 2012
- Chivas Regal 18 Year Old
- Chivas Regal 25 Year Old